# Haute Cabrière

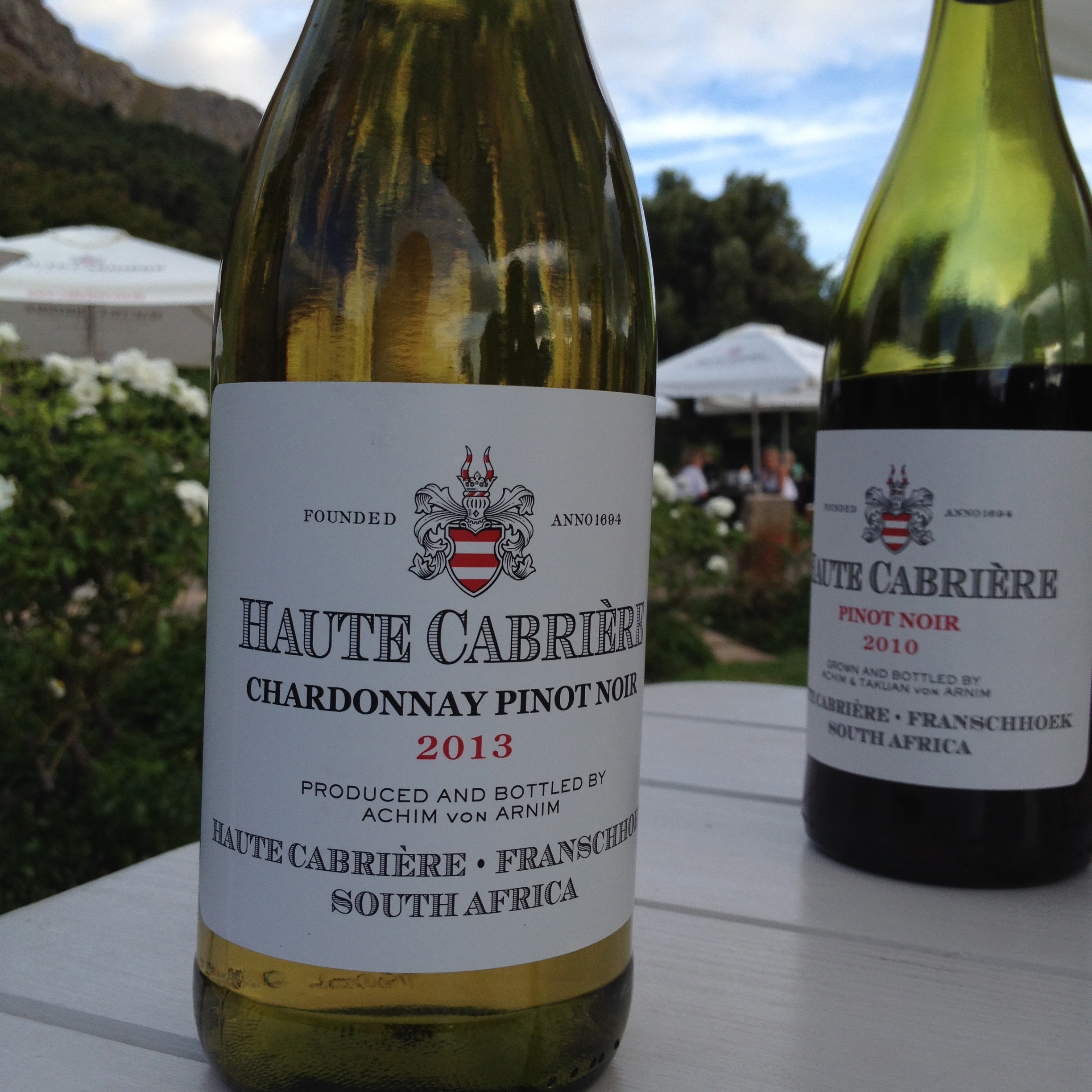
Пляшки

Haute Cabrière — виноградницький маєток у Франшхуку, Південно-Африканська Республіка. Маєток засновано понад 300 років тому поселенцями-гугенотами з Франції, зокрема П’єром Журданом. Переважно вирощують сорти Шардоне та Піно-нуар. Поточна ітерація датується 1980-ми роками, коли її заснувала сім’я фон Арнім, а винний льох і ресторан реконструйовані в 2019 році.

## Зовнішні посилання
- Офіційний сайт